# Silversalvia
Silversalvia (Salvia argentea) är en kransblommig växtart som beskrevs av Carl von Linné. Silversalvia ingår i släktet salvior och familjen kransblommiga växter. Arten förekommer tillfälligt i Sverige, men reproducerar sig inte. Inga underarter finns listade i Catalogue of Life.

## Bildgalleri

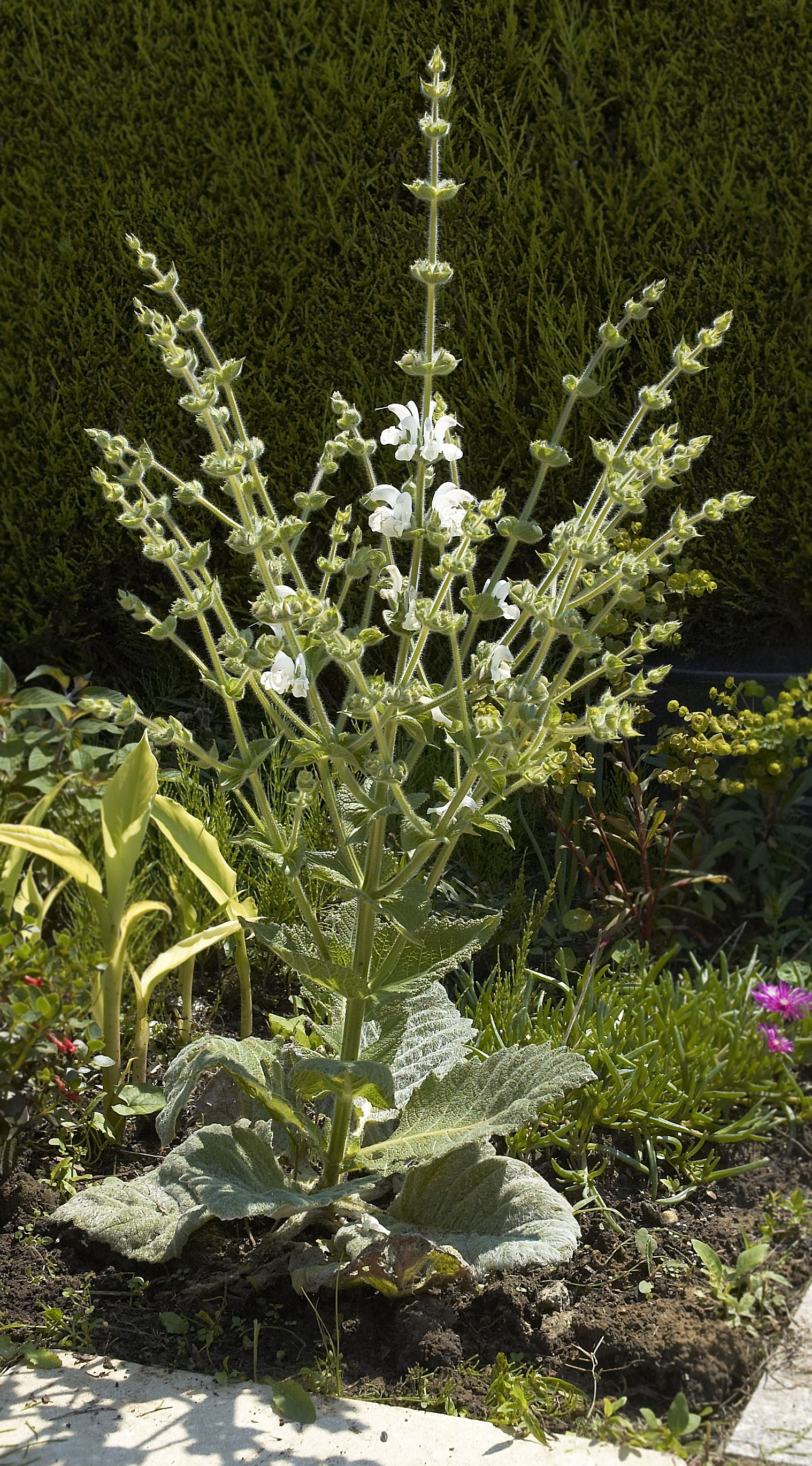
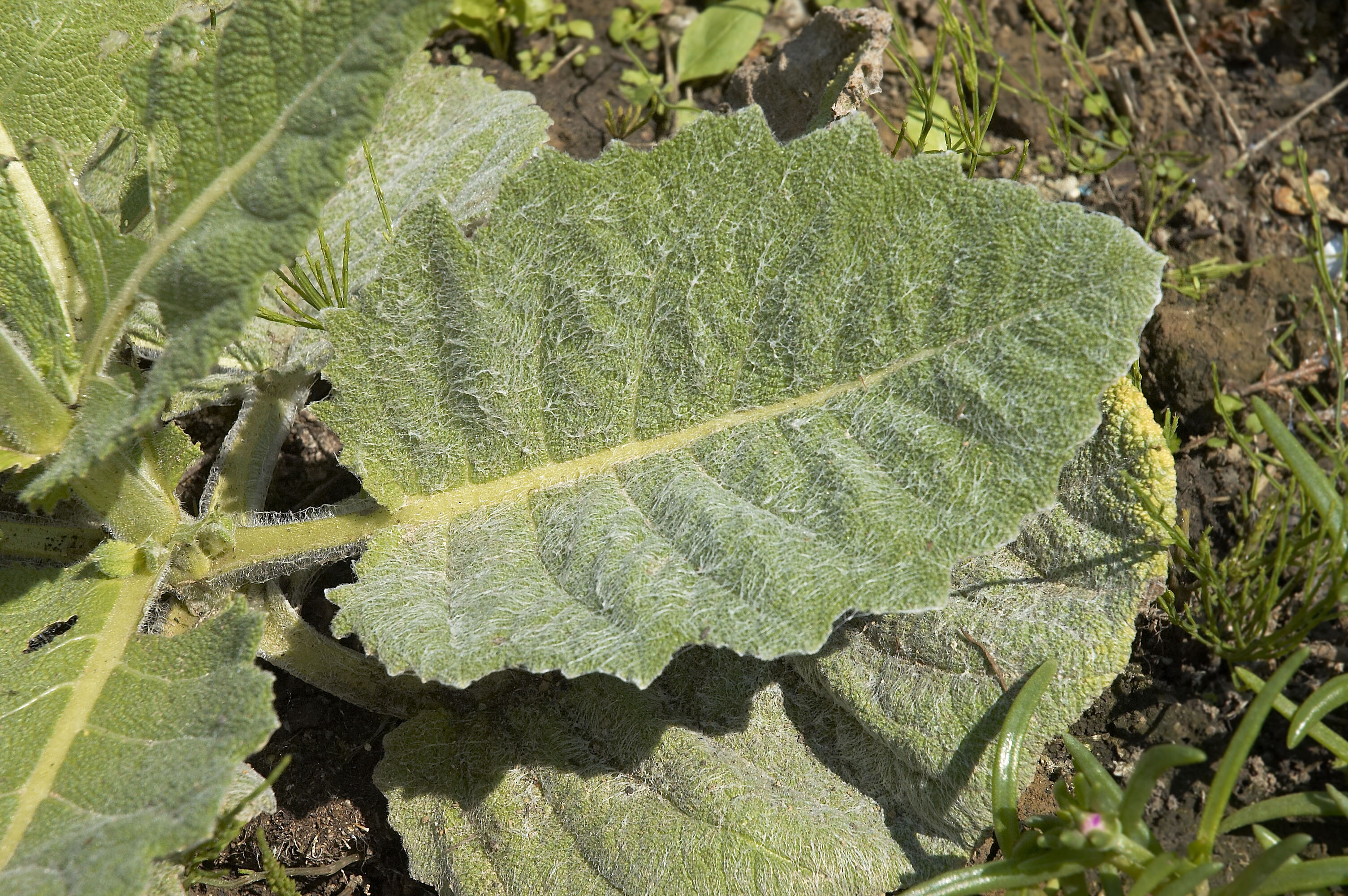
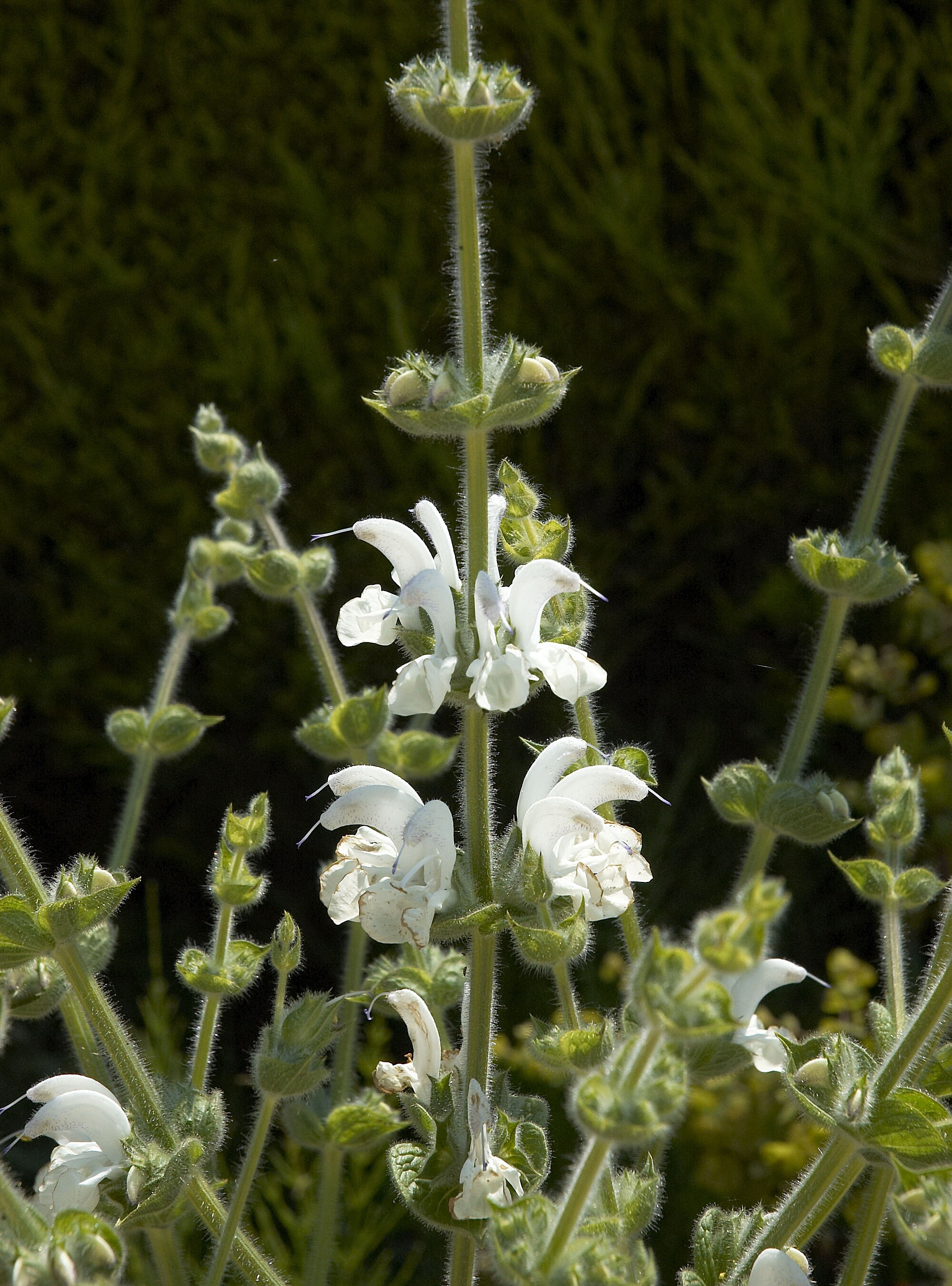
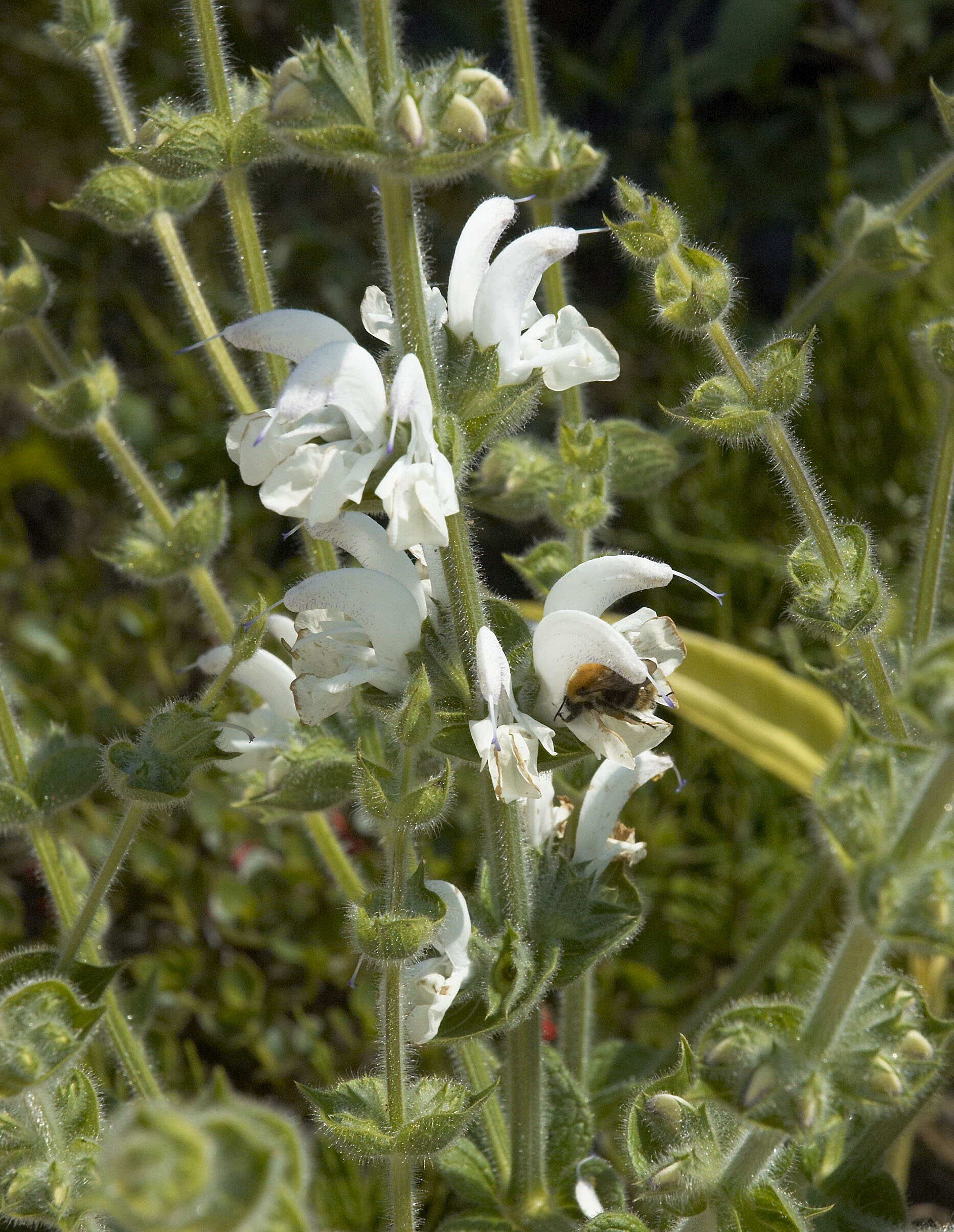
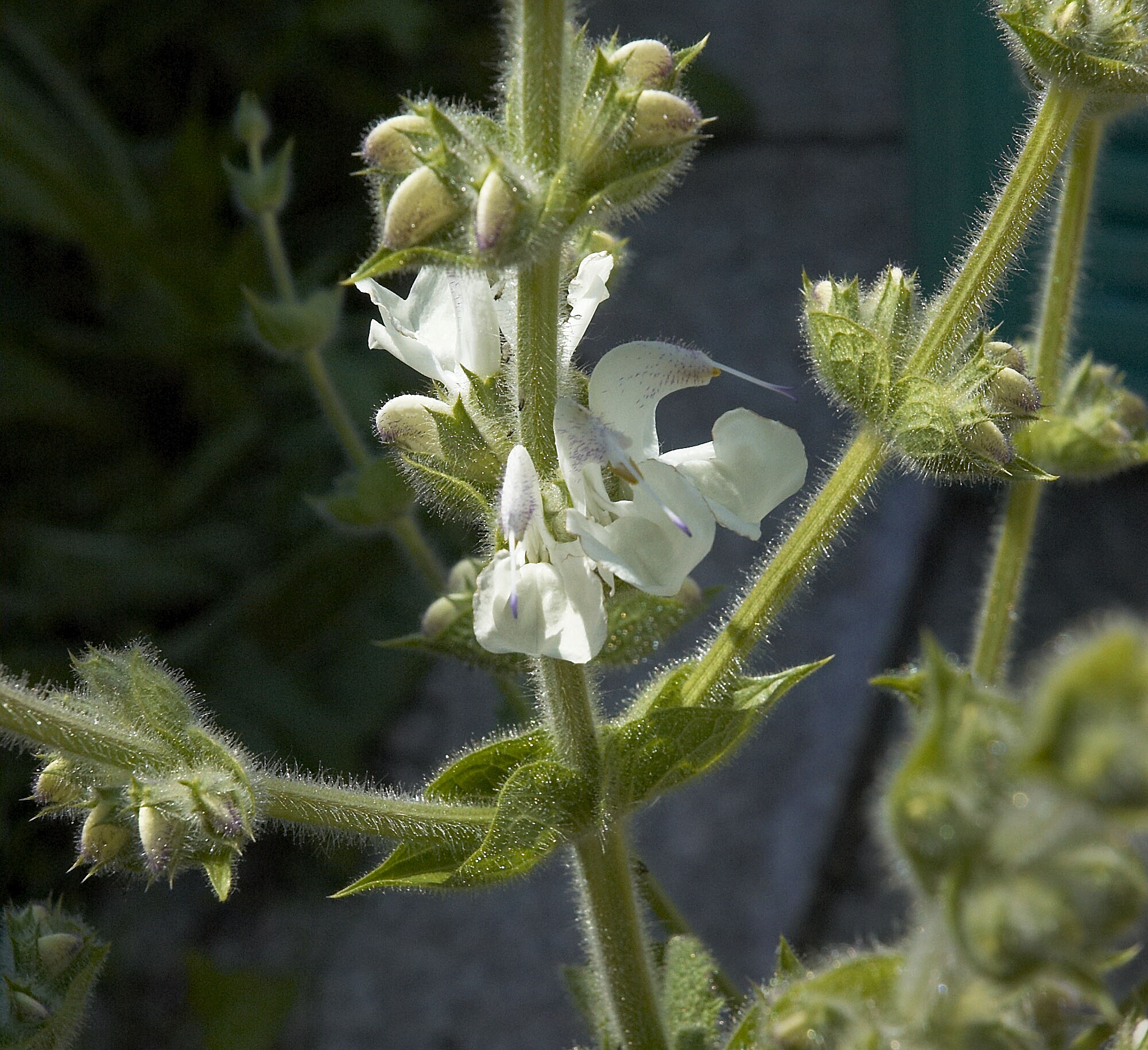
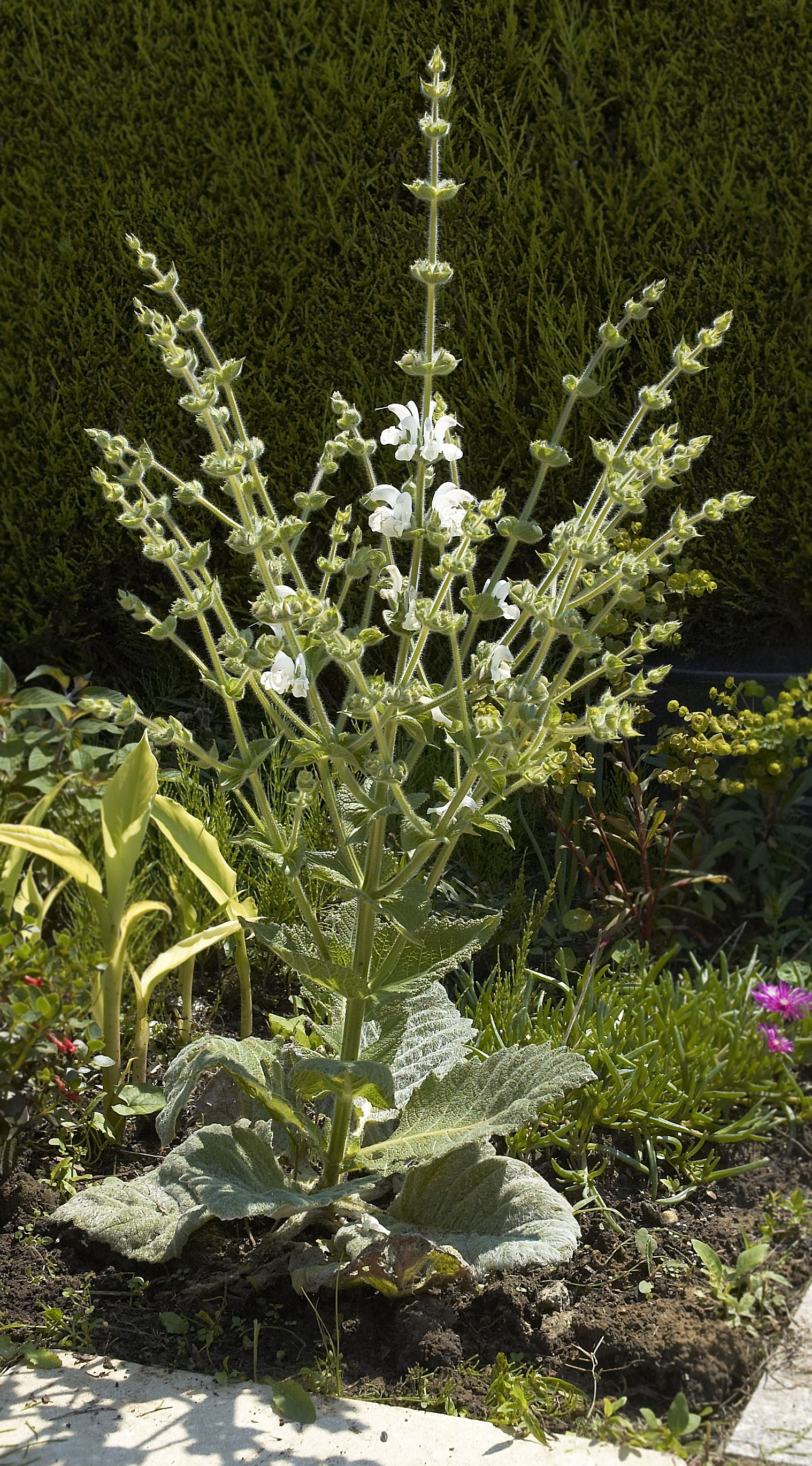